# Scotty Robertson
Scotty Robertson (nacido el 1 de febrero de 1930 en Fort Smith, Arkansas y fallecido el 18 de agosto de 2011 en Ruston, Luisiana) fue un entrenador de baloncesto estadounidense que dirigió a tres equipos de la NBA. Fue el primer técnico de New Orleans Jazz (ahora Utah Jazz), y posteriormente entrenó a Chicago Bulls y Detroit Pistons.
Desde 1964 hasta 1974 fue el entrenador del equipo masculino de baloncesto de la  Universidad de Lousiana Tech.

## Trayectoria
- Universidad de Lousiana Tech (1964-1974)
- New Orleans Jazz (1974)
- Chicago Bulls (1978-1979), (Ayudante)
- Chicago Bulls (1979)
- Houston Rockets (1979-1980), (Ayudante)
- Detroit Pistons (1980-1983)
- Indiana Pacers (1983-1984), (Ayudante)
- San Antonio Spurs (1984-1985), (Ayudante)
- Phoenix Suns (1989-1995), (Ayudante)
- Miami Heat (1995-1997), (Ayudante)